# Chloeria
Chloeria là một chi bướm ngày thuộc họ Bướm nâu.